# 贝尔格雷夫路

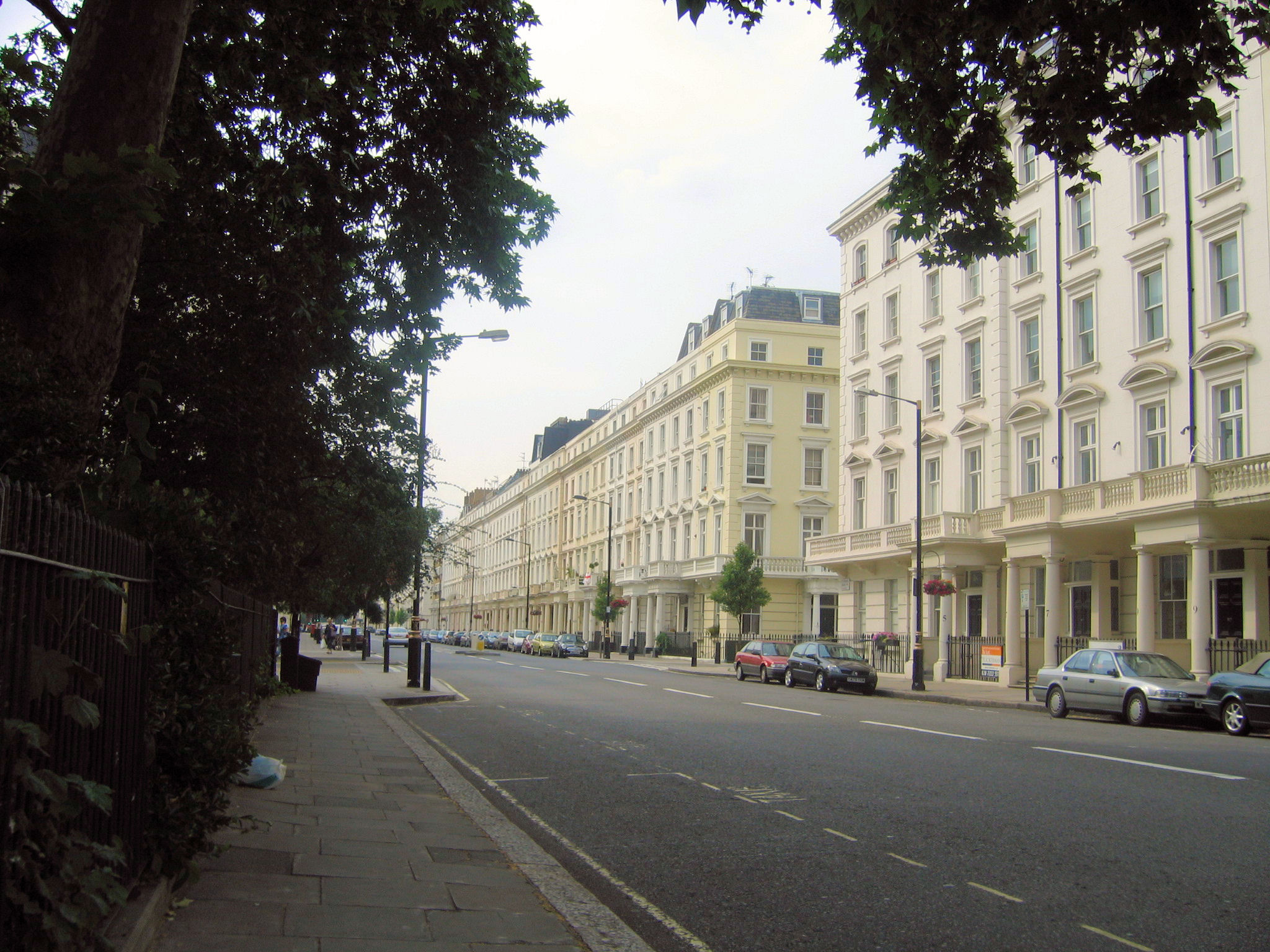
贝尔格雷夫路

贝尔格雷夫路（Belgrave Road）是英国伦敦西敏市皮姆利科区的一条街道，西北到埃克莱斯顿桥（Eccleston Bridge），东南到Lupus 街，邻近维多利亚车站。
这条街及毗邻区域是由托马斯·丘比特在19世纪40年代开发，被认为是中产阶级住宅，与更富裕的贝尔格莱维亚不同。
沿着这条只有750米长的街道共有三处绿地：埃克尔斯顿广场（Eccleston Square）、华威广场（Warwick Square）和圣乔治广场。 
贝尔格雷夫路是护照署和两所私立学校的所在地。在大多数情况下，道路两边都是优雅的历史建筑，其中有二十多栋已改为酒店（门牌号码一共不超过140）。